# Aéroport de Jacmel
L'aéroport de Jacmel (code IATA : JAK • code OACI : MTJA) se situe à côté de la ville d'Haïti de Jacmel, chef-lieu du département du Sud-Est et à environ 40 km de la capitale Port-au-Prince.

## Histoire
Le 12 janvier 2010, un tremblement de terre de magnitude 7,0 frappe l'ouest d'Haïti et, notamment, la capitale, Port-au-Prince. Le 20 janvier, afin de faire face à l'afflux de trafic aérien humanitaire dépassant les capacités de l'aéroport de la capitale haïtienne, le Canada ouvre une nouvelle piste d'atterrissage, pour l'aéroport de Jacmel qui n'était alors qu'une infrastructure accueillant des petits vols commerciaux. Cette piste rend possible l'accueil des livraisons par avions de transport C-130 Hercules qui permettent de soutenir dans un premier temps les efforts des Canadiens dans le sud du pays.

## Situation
| Cayes Cap-Haïtien Jacmel Jérémie Port-de-Paix Port-au-Prince |